# 京都橘中学校及高等学校
京都橘中学校及高等学校（日语：／ Kyōto tachibana chūgakkō kōtōgakkō）是位於日本京都府京都市伏見區的一所私立中高一貫校。
该校于1902年5月2日建立，時名京都手藝女学校，1957年在校名中加入“橘”，2000年改為男女混校，2010年4月改為現名。該校以其排球、足球和管樂社團而聞名。

## 學科設置

### 高等學校
- 綜合類型
- 選擇類型

### 中學校及高等學校
- 中高一貫V課程

## 社團活動

### 京都橘中學校
籃球部，羽毛球部，男子足球部，網球部，田徑部，劍道部，乒乓球部等。
吹奏樂部，太鼓部，科學部，自然研究部，辯論部，美術部，文藝部，琴部，手工部，動畫部，茶道部，書法部，演劇部等。

### 京都橘高等學校
女子排球部，女子籃球部，男子籃球部，羽毛球部，田徑部，網球部等。
吹奏樂部，太鼓，演劇部，茶道部，輕音樂部，美術部，書法部，自然研究部，科學部，動畫部，琴部，文藝部等。

#### 吹奏樂部

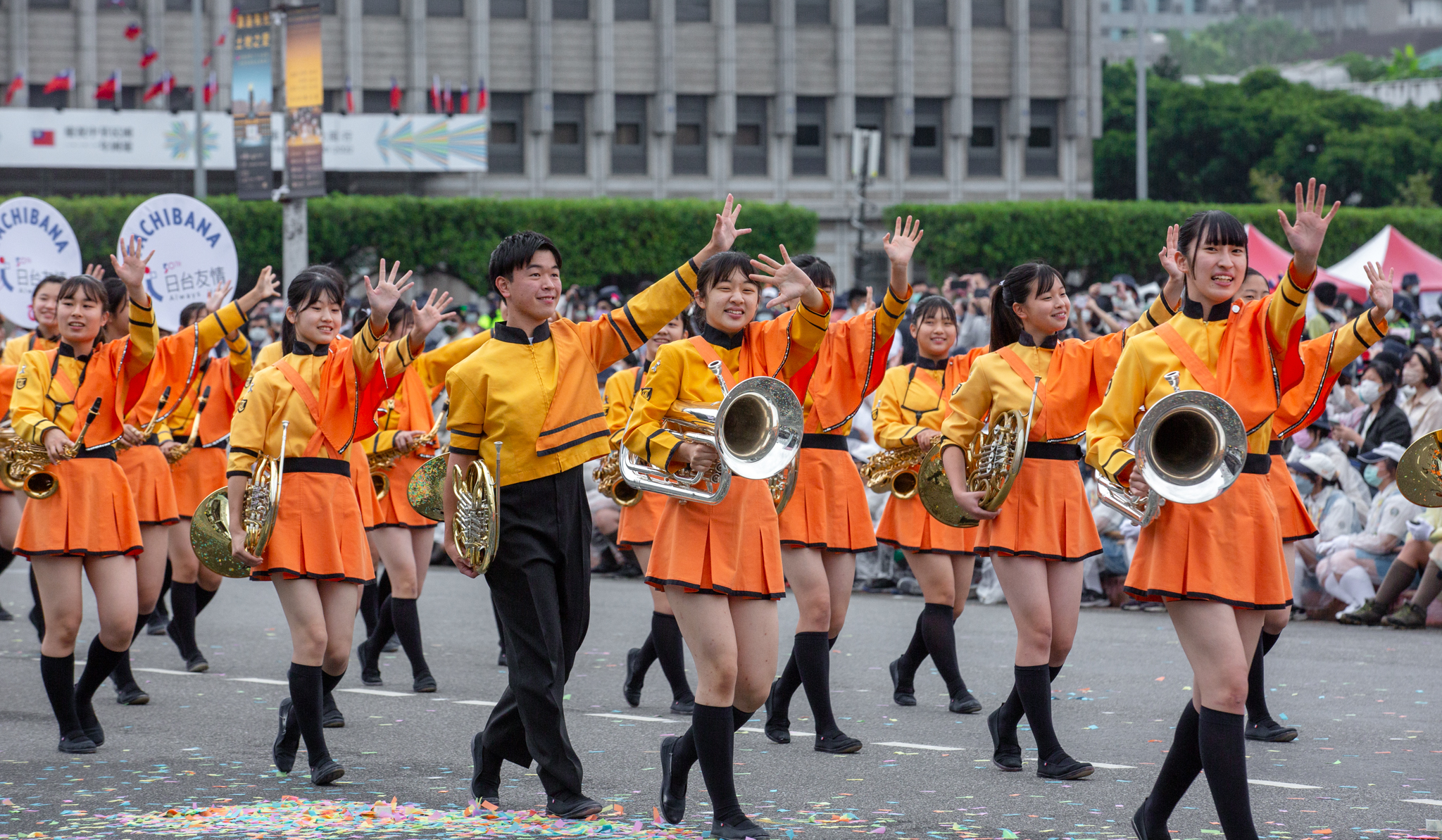
吹奏樂部

1961年，平松久司創設该部。在女校時代就是日本各大吹奏樂競賽的常客，2000年學校改為男女共學，亦開始招收男性部員。吹奏樂部擅長將進行曲變換搭配舞蹈動作及配合花式走位，以及更高難度的跳躍式漸層換位，是日本管樂大賽的常勝軍，亦多次受邀至國外演出。因為身穿橘色制服，而得到對手尊稱為「橘色惡魔」（オレンジの悪魔）。在動畫《吹響吧！上低音號》中，綽號為「水色惡魔」的立華高中，是以其為原型進行創作。日本動畫導演細田守執導的動畫電影《龍與雀斑公主》中，主角學校裡登場的吹奏部成員設計靈感來源，也參考自京都橘中學校及高等學校吹奏樂部，其成員亦有參與電影的音樂錄音。
2022年10月獲邀中華民國國慶大會表演。
2023年8月，美國雜誌《新聞週刊（Newsweek）》日本版中的專題「世界尊敬的百大日本人」特別報導。